# Saizerais
Saizerais is een gemeente in het Franse departement Meurthe-et-Moselle in de regio Grand Est. De gemeente telde 1.457 inwoners op 1 januari 2022.

## Geschiedenis
De gemeente werd werd op 22 maart 2015 opgenomen in het op die dag gevormde kanton Le Nord-Toulois toen het het kanton Pompey, waar de gemeente deel van uitmaakte, werd opgeheven. Op 1 januari 2023 werden de grenzen van de arrondissementen in het departement aangepast waardoor de gemeente alsnog overging van het arrondissement Nancy naar het arrondissement Toul.

## Geografie
De oppervlakte van Saizerais bedroeg op 1 januari 2022 14,44 vierkante kilometer; de bevolkingsdichtheid was toen 100,9 inwoners per km².

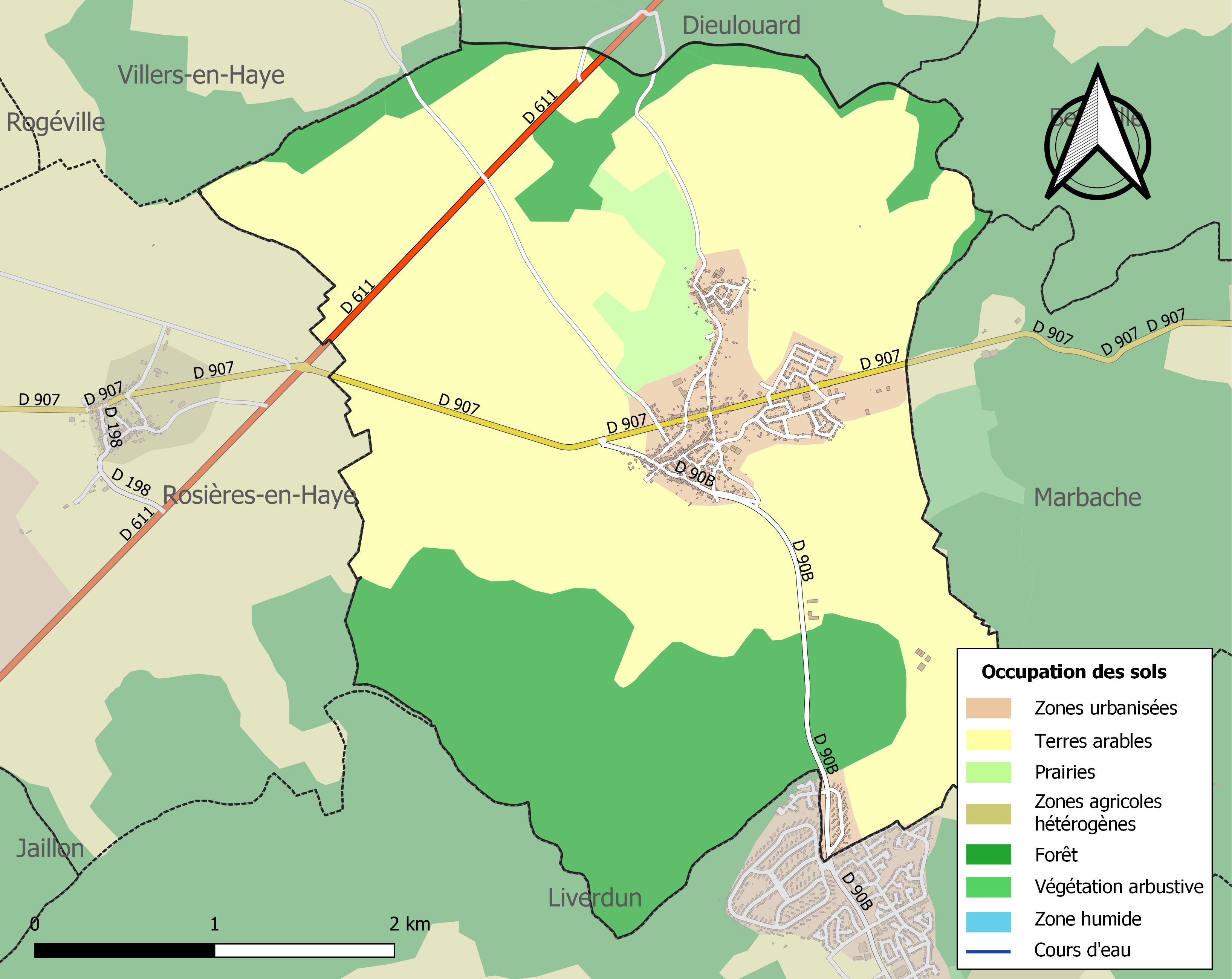
Kaart van de gemeente met de belangrijkste infrastructuur, bodemgebruik en omliggende gemeenten

## Demografie
Onderstaande figuur toont het verloop van het inwonertal (bron: INSEE-tellingen).